# In the last waking moments (single)
In the last waking moments is een single annex ep van de Amerikaanse band Edison's Children, dat min of meer een soloproject van Pete Trewavas (van Marillion) is. Het minialbum bevat vijf tracks. Opvallend is de samenwerking met geluidstechnicus Robin Boult. Hij was ooit muzikant bij Fish, de ex-zanger van Marillion.

## Muziek
| Nr. | Titel                                                                 | Duur |
| --- | --------------------------------------------------------------------- | ---- |
| 1.  | In the last waking moments (Singleversie)                             | 5:00 |
| 2.  | Through the ages                                                      | 4:58 |
| 3.  | Spiraling (Live in Montreal)                                          | 4:22 |
| 4.  | A million miles away (I wish I had a time machine) (Live in Montreal) | 4:12 |
| 5.  | In the last waking moments (Albumversie)                              | 7:28 |